# Palacio de los Estaus

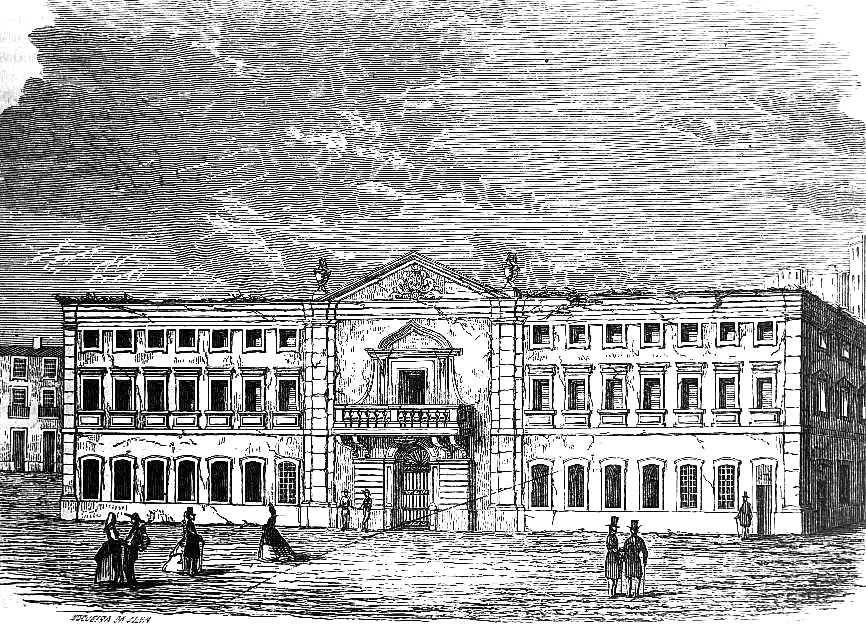
El Palacio dos Estaus después de haber ardido en 1836.

El Palacio de los Estaus (en portugués, Palácio dos Estaus, Paço dos Estaus y también Palácio da Inquisição), situado en la Plaza Rossio (ahora la Praça de D. Pedro IV) en Lisboa era la sede principal de la Inquisición portuguesa.
El palacio se construyó en el lado norte de la plaza a partir de 1449, por orden del entonces regente D. Pedro, para servir de alojamiento a los dignatarios extranjeros que visitaban Lisboa (estaus viene a ser equivalente a estalagem, la palabra portuguesa para "posada" o "albergue"). El palacio pasó a ser la sede de la Inquisición tras su establecimiento en Lisboa, tomando el nombre de Casa de Despacho da Santa Inquisição, y la Plaza Rossio se usó con frecuencia para las ejecuciones públicas. El primer auto de fe tuvo lugar en 1540.

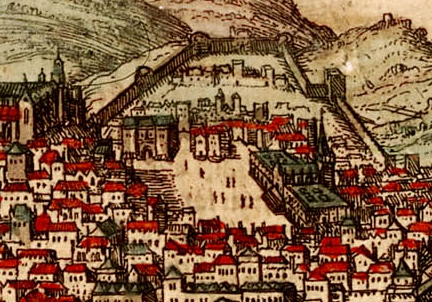
Dibujo de la Plaza Rossio de un mapa del. El Palacio dos Estaus está en esquina superior izquierda de la plaza, en el centro de la imagen.

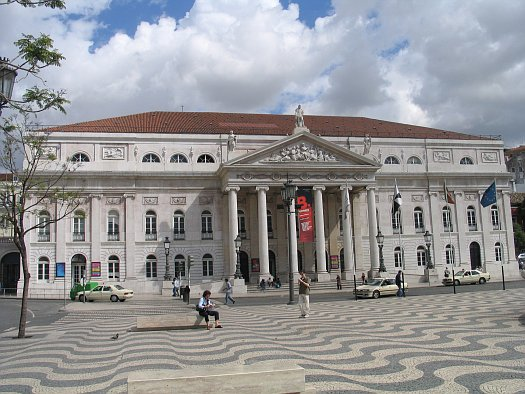
Teatro Nacional D. Maria II.

Más adelante el palacio fue sede de la Regencia y del Gobierno Provisional, de la Escuela Normal, de la Cámara de los Pares y de la Intendencia General de Policía.
El palacio sobrevivió al Terremoto de Lisboa de 1755, pero fue consumido por un incendio en 1836. Gracias a los esfuerzos del escritor Almeida Garret, el palacio fue reemplazado en 1842 por el Teatro Nacional Doña María II, de estilo neoclásico y diseñado por el arquitecto italiano Fortunado Lodi. El teatro sigue en pie hoy en día. Sobre el frontón de la fachada principal se sitúa una estatua del dramaturgo portugués del Renacimiento Gil Vicente. Irónicamente, algunas de sus obras fueron censuradas por la inquisición en el siglo XVI.
- Datos: Q1342595
- Multimedia: Palácio dos Estaus / Q1342595